# Didymops floridensis
Didymops floridensis är en trollsländeart som beskrevs av Davis 1921. Didymops floridensis ingår i släktet Didymops och familjen skimmertrollsländor. Inga underarter finns listade i Catalogue of Life.